# 汶河路

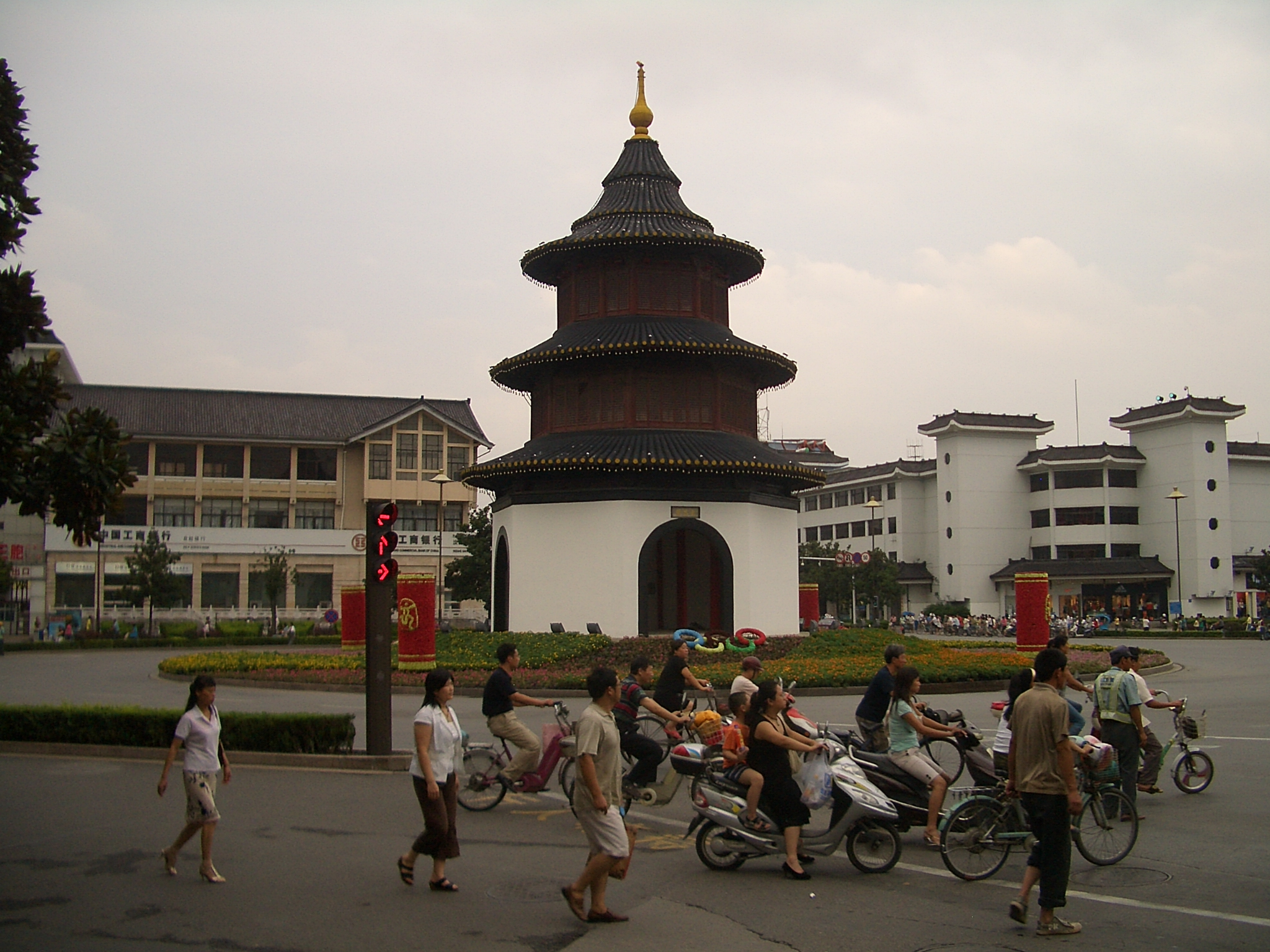
扬州文昌阁

汶河路是江苏省扬州市的一条重要街道，南北走向，南到南通路，北到盐阜路，长1000余米，自南而北与甘泉路、文昌中路、西门街等东西向道路交汇。
1950年代以前，此路为一条贯通扬州旧城南北的汶河，河上自南而北有新桥、太平桥、通泗桥、文津桥、开明桥等桥，河东侧自南而北为南门大街、院大街、北门大街。在文津桥上建有文昌阁。
1952年至1959年，政府填塞汶河水道，修筑成汶河路，文津桥被埋于地下，文昌阁则立于广场地面。
21世纪初，随着扬州城市向西开拓，文昌阁附近一带成为扬州的交通枢纽和新的商业中心。